# MOV
O MOV foi um canal de televisão português da Dreamia, inicialmente dedicado a filmes e séries. A 1 de março de 2010, aconteceu uma mudança de imagem, novo reposicionamento e reformulação dos conteúdos, com o mote de mais terror, acção e ficção científica. Estas mudanças fizeram com que mudasse de um canal de filmes com séries para um canal de séries com filmes visto que, desde a reformulação do canal, 70% da sua programação passou a ser constituída por séries e o restante por filmes.
O canal foi lançado dia 1 de dezembro de 2007, em exclusivo no pacote Funtastic Life da ZON TV Cabo, na posição 59 da grelha digital. A partir de dia 2 de junho de 2008, o MOV passou a fazer parte, por um lado, da grelha analógica da ZON TV Cabo, no canal anteriormente ocupado pela TV Galicia e, por outro, da oferta em Alta Definição da caixa ZON Box, na versão MOV HD. Com estas reformulações o canal adotou uma nova imagem mais apelativa.
Entre os slogans do canal, incluíram-se "Siga o Movimento", "Sente-se" e "MOV Só Para Alguns".
O canal MOV terminou as suas emissões no dia 31 de março de 2017. A extinção do canal prende-se com o objetivo da Dreamia de, segundo a empresa, "focar-se e reforçar a sua posição nos segmentos em que lidera: cinema e infantil."

## Alta definição
O MOV HD iniciou as suas transmissões em alta definição a 21 de Maio de 2008, a par do lançamento da ZON Box, uma "set-top-box" com capacidade HD e DVR, da ZON TV Cabo. Juntamente com este canal a ZON TV Cabo lançou igualmente o National Geographic HD, e a Sport TV 1 HD. O MOV HD  baseava-se na transmissão dos conteúdos existentes no MOV. Esses conteúdos eram emitidos em HD nativo sempre que isso fosse possível. Nos restantes, era realizado um upscale da imagem. O canal emitia em 1080i.

## Mov +
Mov + seria uma versão do canal MOV para o pacote Funtastic Life da ZON TVCabo. No entanto, a ZON Conteúdos resolveu lançar apenas o canal MOV e uma versão HD do canal.